# Duitse militaire begraafplaats in Horhausen
De Duitse militaire begraafplaats in Horhausen is een militaire begraafplaats in Rijnland-Palts, Duitsland. Op de begraafplaats liggen omgekomen Duitse militairen uit de Tweede Wereldoorlog.

## Begraafplaats
Op de begraafplaats rusten 104 Duitse militairen, waarvan zeven ongeïdentificeerd. De meeste slachtoffers kwamen in de laatste fase van de Tweede Wereldoorlog om het leven. Het gebied rond Horhausen lag enige tijd in de frontlinie.